# Пытка водой
Пытка водой (англ. waterboarding) — тип пытки, при которой человека кладут на спину, связывают и поливают водой область рта и носовых отверстий. Человек испытывает симптомы удушья и ему кажется, что он тонет. Это убеждает пытаемого, что он умирает. При этом вода в лёгкие попадать не должна.

## История применения
Пытка применялась испанской инквизицией и считалась средней по тяжести из трёх допустимых видов пыток: верёвкой, водой и огнём. В XX веке применялась полицией США в 1930—1940-е годы, французскими войсками во время войны в Алжире, режимом Пиночета, красными кхмерами, а также при допросах в секретных тюрьмах ЦРУ.